# Harry Potter i l'orde del Fènix (pel·lícula)
Harry Potter i l'orde del Fènix (títol original: Harry Potter and the Order of the Phoenix) és la cinquena pel·lícula de la sèrie de Harry Potter, i basada en el cinquè llibre de la sèrie amb el mateix nom, Harry Potter i l'orde del Fènix, escrita per J. K. Rowling. Està dirigida per David Yates, i el guionista és Michael Goldenerg, reemplaçant Steve Kloves que va escriure els guions de les quatre primeres pel·lícules. Ha estat doblada al català.

## Argument
Durant l'estiu a casa dels Dursley, Harry Potter, encara traumatitzat per la mort de Cédric Diggory i pel retorn de Voldemort al final del Torneig dels tres bruixots, té malsons recurrents de nit. Un dia, mentre és abordat pel seu detestable cosí Dudley, perd la paciència i l'amenaça amb la seva vareta màgica. En aquell moment, és atacat per dos dementors vinguts de la presó de Azkaban. Harry arriba a rebutjar-los creant un Patronus, però la confrontació traumatitza profundament Dudley, que perd gairebé la raó; amb gran desesperació de l'oncle Vernon. Alguns instants més tard, una carta del ministeri de la Màgia arriba a la casa i s'adreça a Harry: la carta li declara que ha estat despatxat de Poudlard per haver infringit la regla de no servir-se de la màgia en presència d'un Moldu. De nit, és recuperat per una assemblea de bruiots constituïda per Alastor Maugrey, Nymphadora Tonks i Kingsley Shacklebolt entre d'altres. Van a Londres, al 12, Square Grimmaud, a la casa de Sirius Black, el padrí de Harry.
Allà, Harry troba Ron, Hermione i els Weasley. Descobreix també que una organització secreta existeix des d'anys per lluitar contra Voldemort: l'Orde del Fènix. Entre els seus membres, es troben Sirius Black, Albus Dumbledore, Remus Lupin, Alastor Maugrey, Arthur Weasley i Molly Weasley, Rubeus Hagrid, Nymphadora Tonks i Kingsley Shacklebolt entre d'altres. s'entera igualment que una important part de la comunitat de les bruixes fingeix ignorar la seva recent confrontació amb Voldemort i prefereix negar el seu retorn. A més, la comunitat màgica llegeix les mentides a la Gaceta del bruixot, sota el control del ministeri de la Màgia. Els articles que hi apareixen afirmen que Dumbledore s'ha convertit en un ancià senil i Harry, un il·luminat que busca atreure l'atenció sobre ell explicant mentides. El 12 d'agost, Harry va al ministeri de la Màgia acompanyat per Arthur Weasley amb la finalitat de presenciar el seu procés degut a la infracció de la llei de les bruixes. Amb la contribució de Dumbledore, Harry és absolt dels càrrecs que pesen contra ell i és finalment reintegrat a Poudlard, amb gran disgust del ministre de la Màgia, Cornelius Fudge.

## Repartiment
| Personatge                                | Actor                  |
| Personatges principals                    | Personatges principals |
| ----------------------------------------- | ---------------------- |
| Harry Potter                              | Daniel Radcliffe       |
| Ron Weasley                               | Rupert Grint           |
| Hermione Granger                          | Emma Watson            |
| Professors                                |                        |
| Argus Filch                               | David Bradley          |
| Filius Flitwick                           | Warwick Davis          |
| Wilhelmina Grubbly-Plank                  | Apple Brook            |
| Rubeus Hagrid                             | Robbie Coltrane        |
| Albus Dumbledore                          | Michael Gambon         |
| Severus Snape                             | Alan Rickman           |
| Dolors Umbridge                           | Imelda Staunton        |
| Sibil·la Trelawney                        | Emma Thompson          |
| Minerva McGonagall                        | Maggie Smith           |
| Estudiants de Hogwarts                    |                        |
| Padma Patil                               | Afshan Azad            |
| Parvati Patil                             | Shefali Chowdhury      |
| Dean Thomas                               | Alfred Enoch           |
| Draco Malfoy                              | Tom Felton             |
| Gregory Goyle                             | Joshua Herdman         |
| Xo Xang                                   | Katie Leung            |
| Neville Longbottom                        | Matthew Lewis          |
| Luna Lovegood                             | Evanna Lynch           |
| Seamus Finigan                            | Devon Murray           |
| Fred Weasley                              | James Phelps           |
| George Weasley                            | Oliver Phelps          |
| Zacarias Smith                            | Nick Shim              |
| Vincent Crabbe                            | Jamie Waylett          |
| Ginny Weasley                             | Bonnie Wright          |
| Ministeri de Màgia                        |                        |
| Cornelius Fudge                           | Robert Hardy           |
| Arthur Weasley                            | Mark williams          |
| Kingsley Shacklebolt                      | George Harris          |
| Dawlish                                   | Richard Leaf           |
| Percy Weasley                             | Chris Rankin           |
| Nymphadora Tonks                          | Natalia Tena           |
| Amelia Bones                              | Sian Thomas            |
| Membres de l'Orde del Fènix               |                        |
| Arabella Figg                             | Kathryn Hunter         |
| Alastor Ull-foll Murri                    | Brendan Gleeson        |
| Aberforth Dumbledore                      | Jim McManus            |
| Sírius Black                              | Gary Oldman            |
| Remus Llopin                              | David Thewlis          |
| Molly Weasley                             | Julie Walters          |
| Voldemort i els seus Cavallers de la Mort |                        |
| Bellatrix Lastrange                       | Helena Bonham Carter   |
| Lord Voldemort                            | Ralph Fiennes          |
| Lucius Malfoy                             | Jason Isaacs           |
| No-humans                                 |                        |
| Grep (veu)                                | Tony Maudsley          |
| Bane                                      | Jason Piper            |
| Magorian                                  | Michael Wildman        |
| Muggles                                   |                        |
| Piers Polkiss                             | Jason Boyd             |
| Vernon Dursley                            | Richard Griffiths      |
| Malcolm (banda de Dudley)                 | Richard Macklin        |
| Dudley Dursley                            | Harry Melling          |
| Petunia Dursley                           | Fiona Shaw             |